# Elimia hartmaniana
Elimia hartmaniana foi uma espécie de gastrópodes da família Pleuroceridae.
Foi endémica dos Estados Unidos da América.